# 貴家悠
貴家悠（日语：／ Sasuga Yū，1988年—），日本漫畫原作者。男性。出生於神奈川縣藤澤市。

## 來歷
2007年神奈川縣立湘南高等學校畢業。同年，就讀埼玉大學教養學院教養學系。2013年，從文化環境專修文化人類學專攻畢業。
他說「小學二年級時，我讀了漫畫《世紀末領袖傳！》（島袋光年所著），非常著迷，所以我用自己的零用錢買了它，從那時起我就想成為一名漫畫家，但在小學、中學和高中時，我都有這個夢想，但我不知道如何實現它。我對此了解不多，而且我也不是特別擅長畫畫，所以我全身心投入到完全不同的事情中。高中時打橄欖球。我是隊長，沉浸其中，非常想去花園。我不是練習漫畫，而是在進行肌肉訓練。 （笑）」（來自他自己的評論）。
最初擔任橘賢一的助手，但他的名氣得到了編輯的賞識，並作為漫畫家原作者出道，作品《火星異種》於2011年隨著《Miracle Jump》的創刊而開始連載。
編輯告訴他「你畫畫可能不太好，但是你的文字很犀利，所以你有能力把故事讀完，為什麼不嘗試寫原著呢？」。然後又說「下次請你寫一個關於潛艇、太空船或火星的故事」。

## 作品列表

### 連載
- 火星異種[4]（作畫：橘賢一，已出版23冊）
  - 火星異種（《Miracle Jump》2011年1號—6號，收錄於單行本第1冊）
  - 火星異種（《週刊Young Jump》22、23合併號—連載中）

### 短篇
- 火星異種1（作畫：橘賢一，《週刊Young Jump》2011年27號）
- 火星異種外傳 GREAT DEVOTION CASE1 AKARI（作畫：橘賢一，《週刊Young Jump》2013年13號）
- 火星異種外傳 GREAT DEVOTION CASE2 SHONAN（作畫：橘賢一，《週刊Young Jump》2013年15號）

### 其它
- XXX -THE ULTIMATE WORST-（日语：XXX -THE ULTIMATE WORST-）（聖飢魔II）的圓盤封套設計[5][6][7][8]。